# Penda Mbow
Penda Mbow (Dakar, 4 de enero de 1955) es una historiadora, política y activista feminista senegalesa. En 2001 durante unos meses asumió el puesto de Ministra de Cultura en el gobierno de Mame Madior Boye. Es profesora adjunta de historia medieval en la Universidad Cheikh Anta Diop de Dakar y fundadora y líder del Movimiento Ciudadano creado en 2002.  En sus trabajos destacan los análisis de la situación de la mujer en el islam, el mandato del islam, el diálogo interreligioso, las castas, la democracia multicultural, los derechos de las mujeres y los derechos de ciudadanía. En 2023 se mantiene activa desde la sociedad civil en el activismo y el diálogo político en Senegal.

## Biografía
Penda nació y creció en Dakar, en el contexto de una cultura urbana, sin embargo, sus padres eran del Senegal rural, de Tivaouane. Su padre, explica, era musulmán exigente pero también creía en las relaciones y el diálogo interreligioso y defendía que el Islam pedía educación incluso para las niñas. Estudió historia en la Universidad de Dakar y se interesó especialmente en la historia medieval musulmana, y de manera concreta en la historia intelectual. En 1986 se doctoró en historia medieval en la Universidad de Provenza con una tesis sobre La aristocracia militar mameluca en Egipto entre los siglos XIV y XV. También ha trabajado en la investigación sobre la esclavitud en Oriente Medio desde la muerte del Profeta hasta el final del imperio Abasí (siglo XI). Ha dado clases y ha sido becada por diversas universidades, entre ellas la Universidad de Upsala en Suecia, o la Universidad de Boston o una beca Fulbright (1991-1992), además de recibir varios premios.
En sus trabajos se ha centrado en la historia intelectual del mundo musulmán, la situación de la mujer en el islam, el mandato del islam, el diálogo interreligioso, las castas, la democracia multicultural, los derechos de las mujeres y los derechos de ciudadanía.
Ha trabajado desde la sociedad civil desde la década de los 70, la academia y también ha asumido algunos puestos en el gobierno.
Como estudiosa del islam ha sido atacada en diversas situaciones. En 1972 fue juzgada por su trabajo y fue absuelta. A pesar de haber recibido amenazas de muerte ha seguido trabajando y escribiendo.
Ha colaborado en varias organizaciones como CODESRIA donde en 1998 dirigió el Instituto de Género. A pesar de sus trabajos de reivindicación sobre los derechos de las mujeres se ha posicionado en contra de la ley de paridad de Senegal aprobada en 2010 porque considera que las mujeres que acceden al espacio político están conectadas con el "clientelismo" y siguen dependiendo de los hombres. Así lo sigue subrayando en 2023.
En el ámbito político en 2001 fue brevemente Ministra de Cultura con el presidente Wade y el Partido Democrático Senegalés. Renunció por desacuerdos y formó parte del movimiento de la oposición. Implicada en la sociedad civil desde hace varias décadas, en 2002 fundó el Movimiento Ciudadano que ella lidera centrado en el liderazgo intelectual y político de jóvenes. También es representante personal del jefe del Estado ante la Organización Internacional de la Francofonía.
El 22 de mayo de 2011 recibió el Premio Juan Pablo II de La Paz, distinción que otorga el Vaticano y que le fue entregada por el nuncio apostólico, M Luis Mariano Montemayor.
En 2023 se mantiene en el espacio público desde su experiencia como historiadora, analista política y activista desde la sociedad civil.

## Islam y democracia
Defiende que el islam no está en contra de la modernidad, considera que debe separarse la religión y la política y asegura que «para promover un estado estable, necesitamos promover la laicidad y consolidar las nociones de ciudadanía. Esto implica una nueva visión del Islam que se puede lograr con una reinterpretación de los textos islámicos. Esta reinterpretación permitirá que las mujeres de los países musulmanes sean libres y tengan la misma ciudadanía. Necesitamos promover una visión de un musulmán moderado y darle a la religión, la religión espiritual, un lugar en la esfera privada.» 
Penda Mbow ha denunciado que el movimiento islamista y fundamentalista en Senegal ha recibido apoyo en algunos casos desde el exterior, principalmente de los estados del Golfo.
«Me preocupa que algunas personas estén tratando de incorporar la sharia en la ley nacional de la república. Solo en un estado laico es posible luchar por la igualdad, la ciudadanía y la implementación de la RCSNU 1325 en un país musulmán como Senegal.»

## Publicaciones (selección)
- Le vécu des castes au Sénégal (La experiencia de las castas en Senegal) (1992),
- Démocratie, droits humains et castes (Democracia, derechos humanos y castas) (2004)
- Hommes et femmes entre sphères publique et privée, 2005 Hombres y mujeres entre las esferas pública y privada ( Hombres y mujeres entre la esfera pública y la privada) (2005).

- Femmes africaines et pouvoir. Les maraîchères de Kinshasa. Présence Africaine 1996/1 (N° 153)
- Pour une réactualisation des idéaux de Présence Africaine. Présence Africaine 2010/1-2 (N° 181-182)
- Femmes et images : la production culturelle chez les Africaines  Clio. Femmes, Genre, Histoire No. 19, Femmes et images (2004), pp. 115-122 (8 pages)

## Premios y reconocimientos
- Comandante de la Orden Nacional del Mérito,
- Caballero de la Legión de Honor francesa, luego Oficial de la Legión de Honor,
- Doctora honoris causa por la Universidad de Upsala (Suecia)
- Mujer Pionera, Premio Juan Pablo II de Peace, por promover la consolidación de la paz y la resolución de conflictos.[7]